# Syndactyles
Famille
Les Syndactyles sont une famille d'oiseaux désuète, mais ce terme qualifie toujours tous les vertébrés dont des doigts sont soudés partiellement. Ce terme a été fondé à partir des racines grecques συν qui signifie ensemble et δακτυλος qui désigne les doigts.
Dans la classification de Frédéric Cuvier, qui restera longtemps classique en France, les Syndactyles forment la cinquième famille de passereaux, les quatre autres familles étant fondées à partir de la forme du bec de ces oiseaux. Plus précisément, dans une description plus tardive, ces oiseaux disposent d'un doigt derrière et trois devant, l'externe soudé à celui du milieu jusqu'à la troisième articulation.
Ce regroupement est cependant peu intuitif, regroupant des oiseaux qui s'apparentent davantage aux groupes d'oiseaux dit grimpeurs. Cette caractéristique digitale est en fait une convergence évolutive et elle est présente chez des oiseaux qui ne sont pas forcément très proches génétiquement, autrement dit ce taxon est polyphylétique. Aussi, il fut abandonné dans les classifications plus récentes comme celle de Philip Lutley Sclater ou de Richard Bowdler Sharpe à la fin du XIXe siècle.
Tous les Coraciiformes comme les Martins pêcheurs, les Guêpiers ou les Rolliers par exemple, faisaient partie de cette famille.